# Medal Jerzego
Medal Jerzego (ang. George Medal, w skrócie GM) – brytyjski medal ustanowiony 24 września 1940. Jest drugim pod względem ważności odznaczeniem cywilnym po Krzyżu Jerzego.

## Historia
W czasie bitwy o Anglię wystąpiła szczególna potrzeba nagradzania osób cywilnych za akty odwagi. Medal Jerzego został ustanowiony przez króla Jerzego VI wraz z Krzyżem Jerzego 24 września 1940. Intencją twórców medalu było to, by Krzyż Jerzego był najważniejszym odznaczeniem, którym nagradzano osoby cywilne, a jego pozycja jako cywilnego odpowiednika Krzyża Wiktorii nie powinna być obniżana przez wręczanie go w zbyt dużej ilości. Dlatego ustanowiono również Medal Jerzego jako szerzej nadawane odznaczenie, niższej rangi w stosunku do Krzyża Jerzego.

## Zasady nadawania
Medal mogła otrzymać osoba cywilna w Wielkiej Brytanii i Wspólnocie Narodów oraz osoba wojskowa jeśli wykazała się dzielnością inną niż w bezpośredniej styczności z nieprzyjacielem.
Pierwotnie George Medal nie miał być nadawany pośmiertnie.
Przepisy zmieniły się jednak w listopadzie 1977 i od tego czasu medal był nadawany wielokrotnie.
Do tej pory nagrodzono nim około 2000 osób.

## Opis medalu
Medal wykonany ze srebra, 1.42 cala średnicy, z nazwiskiem nagrodzonego na grzbiecie medalu.
awers: pokazuje głowę panującego monarchy i inskrypcję:
- Jerzy VI

1. GEORGEIVS VID: G: BR: OMN: REX ET INDIAE IMP: (1940-1949)
2. GEORGIVS VI DEI GRA BRITT: OMN REX FID: + (1949-1952)

- Elżbieta II

1. ELIZABETH II D: G: BR: OMN: REGINA F: D: (1952-1959)
2. ELIZABETH II DEI GRATIA REGINA F: D: (1959-1964)

rewers: pokazuje Świętego Jerzego powalającego smoka oraz inskrypcja THE GEORGE MEDAL
Medal zawieszony jest na czerwonej wstążce z pięcioma niebieskimi paskami.
Kolejne nadania odznaczenia są oznaczane poprzez nałożenie srebrnego okucia: 
- belki (bar) – na wstążce pełnej odznaki medalu,
- rozetki w kształcie róży heraldycznej - na baretce.